# Wolcott Coombe: The Phenomenal Deaf and Blind Boy
Wolcott Coombe: The Phenomenal Deaf and Blind Boy è un cortometraggio muto del 1912. Il nome del regista non viene riportato nei credit del film, un documentario prodotto dalla Selig.

## Produzione
Il film fu prodotto dalla Selig Polyscope Company.

## Distribuzione
Distribuito dalla General Film Company, il film - un documentario di 150 metri - uscì nelle sale cinematografiche statunitensi il 5 aprile 1912. Nelle proiezioni, veniva programmato con il sistema dello split reel, accorpato in un'unica bobina con un altro cortometraggio prodotto dalla Selig, il documentario With the Boys of the Figure Two.